# Rotsart de Hertaing
Rotsart (ook: Rotsart de Hertaing en: Rotsart de Hertaing de Kerchove d'Exaerde) is een adellijke familie uit de Zuidelijke Nederlanden.

## Geschiedenis
- In 1721 werd adellijke verheffing verleend door keizer Karel VI aan Jean-Ferdinand Rotsart.
- In 1733 werd de naamtoevoeging de Hertaing overgedragen door Jean-Baptiste de Hustin de Hertaing aan zijn neef, Louis Rotsaert, voorvader van de hierna vernoemden.

## Genealogie
- Ernest Rotsart de Hertaing (1802-1845), x Prudence van der Gracht (1795-1838)
  - Camille Rotsart de Hertaing (zie hierna)
  - Hector-Idesbalde Rotsart de Hertaing (1826-1899), xx RosaliePetit (1835-1919)
    - Hector-Auguste Rotsart de Hertaing (1869-1961), x Elisa Meyers (1877-1961)
      - Jacques Rotsart de Hertaing (zie hierna)

  - Paul Rotsart de Hertaing (1835-1885) x Mathilde de Pélichy (1832-1918)

## Camille Rotsart de Hertaing
- Camille Jean Idesbalde baron Rotsart de Hertaing (Brugge, 9 april 1825 - 17 mei 1901) werd in 1856 virtueel erkend in de adel door de open brieven die op hem de baronstitel overdroegen van zijn schoonvader Charles-Honoré Pecsteen. Hij droeg de titel vanaf het overlijden van zijn schoonvader in 1901. Hij trouwde in Brugge in 1853 met Ida Pecsteen (1828-1897). Ze kregen tien kinderen, onder wie vijf zoons met afstamming.
  - Idesbalde baron Rotsart de Hertaing (1859-1935) trouwde in 1887 in Gent met Clotilde Van Goethem (1863-1903) en hertrouwde in 1931 met Herminie Pierreux (1879-1946). Met drie dochters uit het eerste huwelijk.
  - Jhr. Richard Rotsart de Hertaing (1863-1935) trouwde in Bellem in 1890 met jkvr. Marie de Kerchove d'Exaerde (1866-1953). Ze kregen vijf kinderen.
    - Idesbald baron Rotsart de Hertaing de Kerchove d'Exaerde (1903-1986), trouwde in Gent in 1925 met jkvr. Hedwige de Hemptinne (1902-1972). Met afstammelingen tot heden.
      - Jean baron Rotsart de Hertaing de Kerchove d'Exaerde (1936), hoofd van het geslacht

  - Jhr. dr. Charles Rotsart de Hertaing (1867-1925), burgemeester van Maldegem, trouwde in 1900 in Beigem met Gabrielle Domis de Semerpont, dochter van baron Jules Domis de Semerpont, secretaris-generaal van het ministerie van Justitie. Ze kregen vier kinderen, met afstammelingen tot heden.
  - Paul Rotsart de Hertaing (1868-1929) verkreeg de persoonlijke titel baron. Hij trouwde met barones de Borrekens (1863-1936) en ze kregen twee dochters.

## Jacques Rotsart de Hertaing
Jacques Ghislain Constant Marie Joseph Rotsart de Hertaing (Schaarbeek, 6 december 1911 - Lasne, 22 juli 1998) kreeg in 1984 adelserkenning. Hij trouwde:
- in 1940 in Sint-Pieters-Woluwe met Francine Van Deuren (1916-1961) met wie hij acht kinderen had, met afstammelingen tot heden.
- in 1963 in Lasne met Lucie Vekemans (1925-1990) met wie hij twee kinderen had, met afstammelingen tot heden.
- in 1991 in Ottignies met Anne Goffe (1919-2002).